# Малинин, Василий Борисович
Васи́лий Бори́сович Мали́нин (26 апреля 1956, Петрозаводск, СССР — 22 ноября 2020, Санкт-Петербург) — советский и российский шахматист, гроссмейстер ИКЧФ (2002) и ФИДЕ (2003), гроссмейстер России (2004); специалист по уголовному праву, доктор юридических наук, профессор ряда петербургских вузов.

## Биография
Василий Малинин родился в Петрозаводске в 1956 году. После окончания школы служил в специальных частях милиции в Москве (1974—1976 годы), задержал около 1000 правонарушителей, в том числе 27 вооружённых преступников. Получил ранения, награждён медалью «За отличие в службе» II степени и знаком «Отличник милиции».
В 1976—1981 годах учился на юридическом факультете Ленинградского государственного университета (ЛГУ), в 1981—1984 годах — в очной аспирантуре ЛГУ. В 1984 году защитил кандидатскую диссертацию по теме «Основания и пределы уголовной ответственности за бездействие». С июля 1985 года преподавал на кафедре уголовного права, уголовного процесса и исправительно-трудового права Ленинградского факультета Московского филиала юридического заочного обучения при Академии МВД СССР (с 1988 года — Ленинградский факультет Высшей юридической заочной школы МВД СССР, с 1991 года — Ленинградская Высшая школа МВД РСФСР). В 1994 году занял должность доцента кафедры криминологии уголовно-исполнительного права Ленинградской Высшей школы МВД России (с 1995 года — Санкт-Петербургская академия МВД России, с 1998 года — Санкт-Петербургский университет МВД России), в 1998 году стал профессором.
В 2000 году защитил докторскую диссертацию по теме «Причинная связь в уголовном праве: вопросы теории и практики». В дальнейшем занял пост профессора кафедры уголовного права, криминологии и уголовно-исполнительного права Санкт-Петербургского юридического института Академии Генеральной прокуратуры. Профессор кафедры уголовно-правовых дисциплин МИЭП (с 2006 года), профессор кафедры уголовно-правовых дисциплин Санкт-Петербургской юридической академии. К началу второго десятилетия XXI века под руководством В. Б. Малинина было защищено 20 кандидатских диссертаций. Член Санкт-Петербургского международного криминологического клуба.
В 2009—2019 гг. — профессор кафедры уголовного права и процесса Ленинградского государственного университета имени А. С. Пушкина.

## Публикации
В. Б. Малинин опубликовал свыше 200 работ, включая 15 монографий и авторский курс лекций, ряд комментариев к Уголовно-исполнительному кодексу РФ и постановлениям пленума Верховного суда РФ о судебной практике по уголовным делам. Малинин стал соавтором 10 учебников уголовного права, уголовно-исполнительного права и криминологии, а также учебника по пенитенциарной социологии (направления, одним из основателей которого он был). Издатель и ответственный редактор 35-томной «Энциклопедии уголовного права», член редакционной коллегии журнала «Юридическая мысль».

## Спортивные результаты
В 2002 году Малинин стал последним чемпионом СССР, выиграв 21-й чемпионат СССР по переписке — мемориал Бориса Розинова (11½ из 14; +10 -1 =3). Финальный турнир проходил с 1998 по 2002 год, а предварительные этапы начались ещё до распада СССР. Малинин играл за сборную Петербурга на первой доске в 10-м командном чемпионате СССР по переписке, проходившем в 1991—1994 годах, и набрал 8½ очков из 13 (команда заняла 4-е место). Как шахматный теоретик Малинин внёс вклад в развитие дебюта Нимцовича (1.e4 Кc6), который был одним из его излюбленных дебютов.
В очной игре — гроссмейстер ФИДЕ, победитель международного турнира в Сухуме (2013), участник чемпионатов мира среди сеньоров (2014, 2015, 2016). В 2017 году выиграл первенство Санкт-Петербурга среди ветеранов по классическим шахматам.

### Изменения рейтинга
| График не отображается по техническим причинам. Чтобы исправить это, воспроизведите график в новом формате, если это возможно. |